# Call center
A call center az a funkció, amely egy szervezet (bejövő vagy kimenő) telefonhívásait kezeli. Call centernek hívjuk a hívásokat kezelő telefonos ügyfélszolgálatot is, de magát a funkciót kiszolgáló (szoftver/hardver) rendszert is.

## Call center, vagyis telefonos ügyfélszolgálat
A telefonos ügyfélszolgálat feladata a kapcsolattartás a szervezet ügyfeleivel. Legfontosabb rendeltetése általában a vállalat szolgáltatásával, termékeivel kapcsolatos problémák és hibák kezelése, valamint az ügyfelek tájékoztatása, kérdéseik megválaszolása. Egy bank call centerének szolgáltatásai kiterjedhetnek az információnyújtáson túl, adategyeztetésekre, módosításokra, átutalási megbízásokra és bankkártyával kapcsolatos műveletekre (pl. kártyaletiltás, limitmódosítás).
Manapság a szervezetek többsége fenntart valamilyen call centert az ügyfelekkel való kapcsolattartáshoz. A call center lehet egy szervezeten belüli egység, vagy kiszervezett (outsource-olt) funkció. Előbbi alatt azt értjük, amikor pl. egy vállalat saját munkatársakkal oldja meg a feladatot, utóbbi esetében a funkciót egy ilyen tevékenységre szakosodott vállalkozás biztosítja.
A call centerek az ügyfélkapcsolat-menedzsment területhez tartoznak, amely az utóbbi időben jelentős növekedésen ment át: szerepük növekedésével együtt nőtt az alkalmazott szoftverek, megoldások összetettsége, illetve az operátorokkal és menedzserekkel szemben támasztott elvárások is.
Az ügyfélszolgálat által elsődlegesen használt csatorna általában a telefon, ennek megfelelően az ügyfélszolgálat infrastruktúráját általában call center, de egyre gyakrabban contact center biztosítja.

## Contact center
A contact center (vagy ügyfélkapcsolati központ) lényegében egy multimédiás call center.
Ahogy a piacok fejlődnek, a végfelhasználók egyre nagyobb szabadságot követelnek abban, hogy hol, mikor és milyen eszköz használatával hajtsák végre üzleti tranzakcióikat. Ez azt eredményezi, hogy a csupán hangalapú kommunikációt lehetővé tevő call centereket egyre inkább felváltják a multimédia képességekkel bíró contact centerek, melyek segítségével egy szervezet nem csupán telefonon, hanem e-mailben, faxon, SMS-en, weben és más csatornán (például Skype-on vagy más chates felületen) keresztül is hatékonyan tud kommunikálni ügyfeleivel, akár a vállalati weboldalon elküldött kérdésekre is reagálva.

## Call center szoftver
A call center szoftverek műszaki-technikai hátteretenek az ügyfélszolgálatának működéséhez: a hívás- és ügyfélkezelés hatékonyságát növelik azzal, hogy az adatbevitelt megkönnyítő felületet adnak az operátorok, a feldolgozást megkönnyítő felületet pedig a callcentervezetők kezébe. Tudnak bejövő (pl. ügyfélszolgálat) és kimenő jellegű (pl. közvéleménykutatás, termék vagy szolgáltatás reklámozása) feladatokat is ellátni.

## Feladatok
Az ügyfélszolgálati rendszereket egykor csupán arra használták, hogy telefonos tájékoztatást adjanak termékekről és szolgáltatásokról, de egyre gyakrabban használnak call centereket a bevételtermelő tevékenység teljes életciklusánál: az ügyfélszerzést ösztönző értékesítés előtti támogatástól (pre-sales supporttól) kezdve az ügyfelek megtartását elősegítő személyre szabott életciklus-kezelésig.

### Helpdesk
A call center egyik legfontosabb szolgáltatása a vállalati helpdesk támogatása, amely általában a technikai, szoftverrel vagy hardverrel kapcsolatos problémákra reagál. Ezt a szerepkört a contact center általában a számítástechnikai, a telekommunikációs, és a fogyasztói elektronikai iparágakban tölti be.

### Az ügyfelek informálása
A call center másik jelentős szolgáltatása, elsősorban a banki, pénzügyi, illetve a közüzemi szolgáltatásokat nyújtó vállalatok számára az ügyfelek számlázási, fizetési kérdéseinek megválaszolása. Egyes esetekben a call center lehetőséget nyújthat az elégedetlen ügyfelek felderítésére és visszatartására is.
Az államigazgatás korszerűsítésével együtt napjainkban a közszolgálati szférában is egyre gyakoribb egy call center létrehozása, amely egy adott területen (pl. adóbevallás, adózás) az állampolgárok minden kérdésére választ tud nyújtani.

### Értékesítés
A call centerek egy újabb feladata az értékesítés és marketing tevékenységek végrehajtása, akár a lehetséges ügyfelek telefonos vagy más módon történő megkeresésével, vagy pedig a vállalati e-mail és internetes oldal interaktív felhasználásával.

## Előnyök
A call és contact centerek három dologban tudnak hozzájárulni a szervezetek kommunikációjának sikeréhez: segíthetnek az ügyfelek megtartásában, a költségek visszaszorításában, illetve új bevételi forrást is biztosíthatnak.

### Ügyfélmegtartás
A legtöbb iparágban éles a verseny, ezért az ügyfelek hozzászoktak a minőségi kiszolgáláshoz. Ma már azt is megkövetelik, hogy ők döntsék el, mikor és milyen eszköz használatával lépjenek kapcsolatba az őket kiszolgáló vállalattal.

### Költségcsökkentés
A call centerek legnagyobb hozadéka a mérhetőség. A várakozási időtől kezdve a telefonvonalak kihasználtságán keresztül az ügyfélszolgálatos munkatársak teljesítményéig sok minden mérhető egy call centerben. A mérhetőség pedig a hatékonyság javításához, azaz költségcsökkentéshez vezet. Sőt, kifinomult technológiai megoldásokkal a telekommunikációs költségek is jelentősen mérsékelhetőek.

### Bevételgenerálás
A sikeres vállalatok felismerték, hogy minden egyes ügyfélkontaktust értékesítési szituációvá lehet alakítani. Számos mai call center megoldás rendelkezik olyan technológiákkal, amelyek lényegesen megkönnyítik az ügyfélszolgálatos operátorok munkáját. Emellett értékesítési célú kimenő hívásokat is hatékonyabban lehet menedzselni egy call center segítségével.

## Kritikák
A call centerekkel kapcsolatos kritikák az alábbi tényezőkkel kapcsolatosak:

### Az ügyfelek részéről
- az ügyintézők előre megírt forgatókönyvből dolgoznak
- az ügyintézők nem szakemberek
- a hozzá nem értő vagy képzetlen ügyintézők nem képesek hatékonyan feldolgozni az ügyfelek kéréseit.
- a gyakran külföldi telephely miatt nyelvi és kiejtésbeli problémák nehezítik a kommunikációt.
- az automata kapcsolási rendszer néha túl hosszú várkozási időkhöz vezet.
- a vállalat egyes osztályai nem kommunikálnak egymással.

### Az ott dolgozók részéről
- szigorú felügyelet (például véletlenszerű hívásfigyelés).
- alacsony bérezés (alapbér + mozgóbéres rendszer)
- szigorúan kötött munka (előre megírt forgatókönyvek alapján kell dolgozni).
- magas stressz: ez általánosan jelentkező probléma az ügyfélszolgálatokon.
- monoton munkafeladatok.
- rossz munkakörülmények.